# Aacheni békeszerződés (1748)
Az 1748. október 18-án megkötött  aacheni békeszerződés, vagy másképp az aix-la-chapelle-i békeszerződés az osztrák örökösödési háborút zárta le. Szilézia porosz kézre került, de Mária Terézia osztrák főhercegnő, magyar királynő megvédte trónjait, és a Habsburg Birodalom nagyhatalmi státusza is megmaradt.

## Előzményei
1742-től, a belpolitikai helyzet stabilizálódása után már Anglia is aktívabb szerepet játszott az osztrák örökösödési háborúban. Angol közvetítéssel Nagy Frigyes és Mária Terézia főhercegnő megkötötték a berlini békét. 1743-ban angol csapatok Németalföldön partra szálltak és megverték a franciákat. Az osztrák csapatok közben már elérték a Rajnát, Franciaország határát.
Ekkor a Porosz Királyság ismét beavatkozott a háborúba. Nagy Frigyes csapatai benyomultak Csehországba, elfoglalták Prágát is, mert tartottak Ausztria túlságos megerősödésétől.
1745 januárjában  meghalt Károly Albert. Özvegye, (Mária Amália főhercegnő, aki I. József császár leánya, ezáltal Mária Terézia unokanővére volt), rávette fiát, III. Miksa Józsefet, az új bajor választót, hogy mondjon le császári trónigényéről. Ezzel a Bajor Választófejedelemség megmenekült. Áprilisban megkötötték az osztrák–bajor békét, szeptemberben pedig a választófejedelmek I. Ferenc néven császárrá választották Mária Terézia férjét, Lotaringiai Ferenc herceget.
De a háború ezzel még nem ért véget. A franciák folytatták a harcot, elfoglalták Németalföld több tartományát, az angolok felvették ellenük a harcot. Végül Franciaország belátta, hogy egyedül nem győzheti le Angliát, ezért a francia fél javaslatára Aachen szabad birodalmi városban 1748. április 24-én összeült a békekongresszus, amely október 18-án a békeszerződés aláírásával zárult.

## Tartalma
A szerződés kikötötte a meghódított területek kölcsönös feladását, garantálta Mária Terézia osztrák uralkodó főhercegnő jogát a Habsburg örökös tartományokra, cserében le kellett mondania Szilézia területéről a poroszok javára. Spanyolország megkapta Parma, Piacenza és Guastalla hercegségeit Észak-Itáliában. A szerződés megerősítette a Hannoveri-ház hatalmát Hannoverben és Angliában. Hollandia visszakapta a megszállt Dél-Németalföldet (kb. a mai Belgium területét), Franciaországnak ki kellett vonulnia erről a területről.

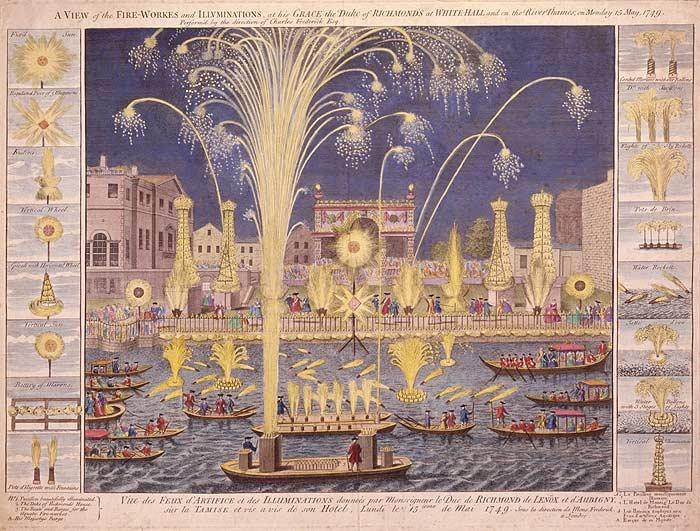
A londoni tűzijáték

## Következményei
- A békekötés megünneplésére 1749. április 27-én a londoni Green Parkban látványos népünnepélyt tartottak, nagyszabású tűzijátékkal. Itt mutatták be Händel erre az alkalomra írt Tűzijáték-szvitjét.
- 1756-ban kirobbant és 1763-ig tartott a hétéves háború, amelyben  Ausztria sikertelenül tett kísérletet Szilézia visszaszerzésére.